# Karar i arbeit
Karar i arbeit är ett studioalbum av den finlandssvenska gruppen Kaj som släpptes den 10 maj 2024. Samtliga låtar är skrivna av Kevin Holmström och Jakob Norrgård med undantag av Kallna mat där hela gruppen inklusive Axel Åhman står som upphovsman.
Albumet producerades av Janne Hyöty med Kevin Holmström som medproducent på knappt hälften av låtarna. Patrick Lax spelar trummor på drygt hälften av spåren. På Dågär åt böndrin medverkar även Peter Enroth på fiol och Roger Bäck på kontrabas.

## Låtlista
1. "Karar i arbeit" – 3:10
2. "Firmans Man" – 3:00
3. "Kallna mat" – 1:59
4. "Dågär åt böndrin" – 2:04
5. "Kaffitår" – 3:26
6. "Ängeln i e-posten" – 4:17
7. "30 år" – 4:19
8. "Älska en gubb" – 3:39
9. "Tech support åt mamm å papp" – 2:54
10. "Värm bilin" – 2:57
11. "Dansgolv" – 3:17